# Venusia salienta
Venusia salienta är en fjärilsart som beskrevs av Richard F. Pearsall 1905. Venusia salienta ingår i släktet Venusia och familjen mätare. Inga underarter finns listade i Catalogue of Life.